# Kinshasa Makambo
Pour plus de détails, voir Fiche technique et Distribution.
Kinshasa Makambo est un film congolais (RDC) réalisé par Dieudo Hamadi, sorti en 2018.

## Synopsis
Le film suit les manifestations alors que Joseph Kabila refuse de quitter le pouvoir.

## Fiche technique
- Titre : Kinshasa Makambo
- Réalisation : Dieudo Hamadi
- Scénario : Dieudo Hamadi
- Photographie : Dieudo Hamadi
- Montage : Hélène Ballis
- Production : Frédéric Féraud, Dieudo Hamadi et Quentin Laurent
- Société de production : Les Productions de l'œil sauvage, Bärbel Mauch Film, Alva Film, Flimmer Film, Arte et Al Jazeera
- Pays :  République démocratique du Congo,  France,  Suisse,  Allemagne,  Qatar et  Norvège
- Genre : Documentaire
- Durée : 75 minutes
- Dates de sortie : 
  - États-Unis : 30 novembre 2018

## Distinctions
Le film a été présenté en sélection officielle en compétition au festival Black Movie de Genève, aux journées cinématographiques de Carthage, au Cinéma du réel et à l'Indie Memphis Film Festival. Il a remporté le prix Tim Hetherington au Sheffield DocFest et le prix True Vision au True/False Film Festival.